# Paklenica (Novska)
Paklenica is een plaats in de gemeente Novska in de Kroatische provincie Sisak-Moslavina. De plaats telt 296 inwoners (2001).